# Colônia de Rhode Island e Plantações de Providence
```
   |-
       |
Erro:
:  
valor não especificado para "
nome_comum
"
```

A Colônia de Rhode Island e Plantações de Providence foi uma das Treze Colônias originais estabelecidas na costa leste da América banhada pelo Oceano Atlântico. Foi uma colônia inglesa de 1636 a 1707, e depois uma colônia da Grã-Bretanha até a Revolução Americana em 1776, quando se tornou o Estado de "Rhode Island and Providence Plantations" (conhecido simplesmente como Rhode Island).
O primeiro nome do assentamento, foi dado pelo explorador holandês Adrian Block. Ele o nomeou "Roodt Eylandt", que significa "ilha vermelha" em referência ao barro vermelho que havia na costa. O nome foi posteriormente anglicizado quando a região ficou sob o domínio britânico.

## Histórico
A território que se tornou a Colônia de Rhode Island, foi o primeiro lar dos índios Narragansett, o que deu origem ao nome da atual cidade de Narragansett, Rhode Island. Os assentamentos europeus começaram por volta de 1622 com um posto comercial em Sowams, hoje em dia a cidade de Warren, Rhode Island.[carece de fontes?]
Roger Williams era um teólogo e lingüista puritano que fundou a "Providence Plantations" em 1636, em terras que lhe foram dadas pelo Cacique Canarrus dos Narragansett. Ele foi exilado da Colônia da Baía de Massachusetts devido a perseguição religiosa; ele e seus colegas colonos concordaram com uma constituição igualitária que estabelecesse o domínio da maioria "nas coisas civis", com liberdade de pensamento em questões espirituais. Ele batizou o assentamento de "Providence Plantations", acreditando que Deus os havia trazido para lá. O termo "plantation" ("plantação") era usado no século XVII como sinônimo de "assentamento" ou "colônia". Williams nomeou as ilhas da Baía de Narragansett em homenagem às virtudes cristãs: paciência, prudência e esperança.
Em 1637, outro grupo de dissidentes de Massachusetts comprou terras dos índios em Aquidneck Island, na época chamada Rhode Island, e estabeleceram um assentamento chamado Pocasset. O grupo incluía William Coddington, John Clarke, Anne e William Hutchinson, entre outros. Esse acordo, no entanto, rapidamente se dividiu em dois acordos separados. Samuel Gorton e outros permaneceram para estabelecer o assentamento de Portsmouth (que anteriormente era Pocasset) em 1638, enquanto Coddington e Clarke se estabeleceram nas proximidades de Newport em 1639. Ambos os assentamentos estavam situados em Rhode Island (Aquidneck).
O segundo assentamento "plantation" ("plantação") no continente foi o Shawomet Purchase, de Samuel Gorton, comprado, como o nome indica, dos Narragansetts, em 1642. Porém, logo que Gorton se estabeleceu em Shawomet, as autoridades da Baía de Massachusetts reivindicaram seu território e agiram para fazer valer sua reivindicação. Após consideráveis dificuldades com o Tribunal Geral da Baía de Massachusetts, Gorton viajou para Londres para obter a ajuda de Robert Rich, 2º Conde de Warwick, chefe da Comissão de Plantações Estrangeiras. Gorton retornou em 1648 com uma carta de Rich, ordenando que Massachusetts deixasse de molestar a ele e a seu povo. Em sinal de gratidão, ele mudou o nome da Shawomet Plantation para Warwick.